# Rectoria de Vilacolum
La Rectoria és un edifici de Vilacolum, del municipi de Torroella de Fluvià (Alt Empordà), que forma part de l'Inventari del Patrimoni Arquitectònic de Catalunya.

## Descripció
L'edifici de la Rectoria està situat a la banda de ponent de la plaça de Vilacolum. És un edifici de grans dimensions, entre mitgeres, de planta i un pis, amb coberta de teula a dues vessants de carener paral·lel a la línia de façana. Conserva com a elements més remarcables el gran portal adovellat d'accés i les finestres del primer pis, principalment una de geminada, situada al damunt de la porta, que té arcs trilobulats amb impostes decorades amb petites flors en relleu, i que ha perdut el mainell.

## Història
L'edifici de la Rectoria és un casal gòtic segurament construït entre els segles XV-XVI, encara que molt modificat posteriorment. Es poden apreciar a la façana dos moments constructius: a la part dreta de la porta d'accés hi ha un mur sobresortint d'aparell diferent a la resta i atalussat fins al sostre, que segurament correspon a una etapa posterior.